# Sławęcice (województwo zachodniopomorskie)
Sławęcice – osada w Polsce położona w województwie zachodniopomorskim, w powiecie szczecineckim, w gminie Szczecinek.
Zobacz też: Sławęcice.